# Nhân Đạo, Sông Lô
Nhân Đạo có một ngôi Chùa và một ngôi Đình rất cổ. Cả hai được nằm ở thôn Nhân lạc thuộc xã Nhân Đạo.
Nhân Đạo là một xã thuộc huyện Sông Lô, tỉnh Vĩnh Phúc, Việt Nam.
Xã có diện tích 7,22 km², dân số năm 1999 là 4794 người, mật độ dân số đạt 664 người/km².